# ホンダ・MB
MB（エムビー） は、本田技研工業がかつて製造販売したオートバイのシリーズ商標である。

## 概要
若年層や免許初心者を主な客層として開発されたエントリーモデル。既存のCB50と併売されるも原動機付自転車クラスではフルサイズロードスポーツモデルとされた。
当初は排気量49㏄のMB50のみとされたが、後に派生モデルが追加された。

## 車両解説
型式名AC01のMB50は、本田技研工業としては初となる空冷2ストロークピストンリードバルブ単気筒エンジンを搭載した量産ロードスポーツモデルであり、AC01E型エンジンには同社が当時誇る技術を多数盛り込んだ。
- 内径x行程：39.0x41.4（mm）・圧縮比7.9から最高出力7.0ps/9,000rpm・最大トルク0.56kg-m/8,000rpmのスペックを発揮[1]。燃焼室を中心に冷却風を導入するフィン形状とし、一軸バランサーを内蔵する[1]。
- マス集中化を意図して採用されたX型バックボーンフレームとシート下まで伸ばした形状とした容量9Lの燃料タンクを搭載[1]。
- プレス鋼板とリム部で構成され、軽量3本スポークの前後18インチ・コムスターホイールを装着[1]。
- セパレートハンドル風のトップブリッジ一体型ハンドルを採用[1]。
- オプションで純正のビキニカウル[注 1]・サイドボックス・リヤキャリアが用意された。

本モデル以降、各社がスズキRG50E・カワサキAR50・ヤマハRZ50と次々に最高出力7.2psのフルサイズロードスポーツモデルをラインナップし、最高速度90km/hに迫る領域を競い合う状態となった。
また一方で当時の最新技術を導入した車種であるが、以下の問題点も抱えていた。
- エンジン下部にステーで装着されたステップは、ビジネスモデルのそれとほぼ同様な場所に位置しており、やや低めのハンドルに対して前過ぎることから不自然な前傾姿勢を強いられた。
- 吹き上がり・回転落ちともに2ストロークらしい軽快感に乏しいエンジンフィール[注 2]。
- サスペンションは前輪がテレスコピック、後輪がスイングアームであるが、リヤには調整機構を装備しない[注 3]。
- バッテリーが6V2Ahと容量が不足気味。
- 当時の2ストロークエンジン搭載車では必然装備になりつつあったエンジンオイル残量警告灯が未装備のため油量は点検窓での確認が必要。

### 遍歴
1979年4月17日発表
同月18日よりMB50を標準現金価格136,000円で発売。生産目標は輸出を含み80,000台/年とした。
1980年2月15日発表
同月22日よりMB50をベースに排気量79ccへスケールアップしたエンジンを搭載する小型自動二輪車（原付二種）で型式名HC01のMB-8を追加発売。
- 搭載されるHC01E型エンジンは内径x行程を39.0x41.4→45.0x49.5（mm）へ変更。これにより最高出力9.5ps/8,000rpm・最大トルク0.89Kg-m/7,500rpmへパワーアップ。
- リヤサスペンションを強化しイニシャル調整付きに変更。
- タンデムステップ付きのスイングアーム及びタンデムベルト付きダブルシートを装着し乗車定員を2名とした

標準現金価格は152,000円。販売目標は日本国内のみで3,000台/年とした。
1980年5月27日発表
同年6月2日より以下の仕様変更を行ったバリエーションモデルMB5を追加発売。
- 専用トップブリッジにアップハンドルの組み合わせへ変更
- フロントウインカー取付位置をヘッドライト横へ移設

型式名はMB50と同じAC01とした上で標準現金価格を142,000円とした。販売目標は日本国内のみで8,000台/年とした。
1982年3月
後継の水冷化した2ストローク単気筒エンジンを搭載するMBXシリーズへフルモデルチェンジされ生産終了。

### 諸元
| 車名                | MB50                                        | MB5                                         | MB-8                                        |        |
| 型式                | AC01                                        | AC01                                        | HC01                                        |        |
| 全長x全幅x全高（m） | 1.880x0.655x0.980                           | 1.880x0.705x1.025                           | 1.880x0.655x0.980                           |        |
| ホイールベース（m） | 1.215                                       | 1.215                                       | 1.220                                       |        |
| 最小回転半径        | 1.8m                                        | 1.8m                                        | 1.8m                                        |        |
| 乾燥重量（kg）      | 78                                          | 78                                          | 82                                          |        |
| 定地走行燃費        | 65km/L（30㎞/h）                            | 65km/L（30㎞/h）                            | 60km/L（50㎞/h）                            |        |
| 登坂能力（tanθ）    | 0.36                                        | 0.36                                        | 0.38                                        |        |
| エンジン型式        | 空冷2ストロークピストンリードバルブ単気筒   | 空冷2ストロークピストンリードバルブ単気筒   | 空冷2ストロークピストンリードバルブ単気筒   |        |
| 総排気量            | 49cc                                        | 49cc                                        | 78cc                                        |        |
| 内径x行程（mm）     | 39.0x41.4                                   | 39.0x41.4                                   | 45.0x49.5                                   |        |
| 圧縮比              | 7.9                                         | 7.9                                         | 7.2                                         | 7.2    |
| 最高出力            | 7.0ps/9,000rpm                              | 7.0ps/9,000rpm                              | 9.5ps/8,000rpm                              |        |
| 最大トルク          | 0.56kg-m/8,000rpm                           | 0.56kg-m/8,000rpm                           | 0.89kg-m/7,500rpm                           |        |
| 点火装置            | CDI                                         | CDI                                         | CDI                                         |        |
| 始動方式            | プライマリーキック                          | プライマリーキック                          | プライマリーキック                          |        |
| 潤滑方式            | 分離潤滑式                                  | 分離潤滑式                                  | 分離潤滑式                                  |        |
| 潤滑油タンク容量    | 2.1L                                        | 2.1L                                        | 2.1L                                        |        |
| 燃料タンク容量      | 9.0L                                        | 9.0L                                        | 9.0L                                        |        |
| クラッチ            | 湿式多板コイルスプリング                    | 湿式多板コイルスプリング                    | 湿式多板コイルスプリング                    |        |
| 変速方式            | 左足動式リターン                            | 左足動式リターン                            | 左足動式リターン                            |        |
| 変速機              | 常時噛合5段                                 | 常時噛合5段                                 | 常時噛合5段                                 |        |
| 1速                 | 3.083                                       | 3.083                                       | 3.083                                       |        |
| 2速                 | 1.882                                       | 1.882                                       | 1.882                                       |        |
| 3速                 | 1.400                                       | 1.400                                       | 1.400                                       |        |
| 4速                 | 1.130                                       | 1.130                                       | 1.130                                       |        |
| 5速                 | 0.960                                       | 0.960                                       | 0.960                                       |        |
| 1次減速比           | 4.117                                       | 4.117                                       | 調査中                                      |        |
| 最終減速比          | 3.307                                       | 3.307                                       | 調査中                                      |        |
| フレーム形式        | バックボーン                                | バックボーン                                | バックボーン                                |        |
| サスペンション      | テレスコッピック（前）/スイングアーム（後） | テレスコッピック（前）/スイングアーム（後） | テレスコッピック（前）/スイングアーム（後） |        |
| キャスター          | 25.0°                                       | 25.0°                                       | 25.0°                                       | 25.0°  |
| トレール            | 70.0mm                                      | 70.0mm                                      | 70.0mm                                      | 70.0mm |
| タイヤ（前）        | 2.50-18-4RP                                 | 2.50-18-4RP                                 | 2.50-18-4RP                                 |        |
| タイヤ（後）        | 2.50-18-4PR                                 | 2.50-18-4PR                                 | 2.50-18-6PR                                 |        |
| ブレーキ（前）      | 油圧式ディスク                              | 油圧式ディスク                              | 油圧式ディスク                              |        |
| ブレーキ（後）      | 機械式リーディングトレーリング              | 機械式リーディングトレーリング              | 機械式リーディングトレーリング              |        |
| 標準現金価格        | \136.000                                    | \142,000                                    | \152,000                                    |        |
| ------------------- | ------------------------------------------- | ------------------------------------------- | ------------------------------------------- | ------ |

### 姉妹車種
コンポーネンツを共有する以下の姉妹車が存在する。
- MT50
- ラクーン

## その他
金メダル暴走族 - 主人公 五輪たかしの愛車がMB5